# Arúspice
Na religião de Roma antiga, um arúspice ou harúspice (em latim: haruspex, pl. haruspices) era uma pessoa treinada para praticar uma forma de adivinhação chamada haruspício (haruspicina) ou aruspício, a inspeção das entranhas (exta — daí também extispício (extispicium)) de animais sacrificados, especialmente fígados de ovelhas e aves domésticas. A leitura de presságios especificamente do fígado também é conhecida pelo termo grego hepatoscopia (também hepatomancia), e sua prática era realizada na Antiga Mesopotâmia.
O conceito romano deriva diretamente da religião etrusca, como um dos três ramos da disciplina etrusca. Esses métodos continuaram a ser usados até a Idade Média, especialmente entre apóstatas cristãos e pagãos, com Thomas Becket aparentemente consultando um harúspice e um quiromante antes de uma expedição real contra a Bretanha.
Os termos latinos haruspex e haruspicina provêm de uma palavra arcaica, haru apontando a cognatos para "entranhas, intestinos" (hernia = "vísceras protusas" e hira = "intestino vazio"; PIE *ǵʰer-) e a partir da raiz spec- = "observar". O grego ἡπατοσκοπία hēpatoskōpia vem de hēpar = "fígado" e skop- = "examinar".

## Antigo Oriente Próximo
A disseminação da hepatoscopia é um dos exemplos mais claros de contato cultural no período da orientalização. Deve ter sido um caso de entendimento Leste-Oeste em um nível técnico relativamente alto. A mobilidade de carismáticos migrantes é o pré-requisito natural para essa difusão, o papel internacional de especialistas procurados, que estavam, no que diz respeito à sua arte, no entanto vinculados aos seus pais-professores. Não podemos esperar encontrar muitos vestígios arqueologicamente identificáveis de tais pessoas, exceto alguns exemplos excepcionais.
— Walter Burkert
Os mesopotâmicos pensavam que poderiam descobrir a vontade dos deuses examinando as estranhas, em seus formatos, defeitos e sangue. A interpretação do fígado era chamada de "um segredo" e "um tesouro", e a prática mântica era rigorosamente controlada pelo estado, que proibia a revelação de oráculos a pessoas não autorizadas e dividia, por exemplo, os sacerdotes que não se conheciam em grupos para servirem a consultas independentes aos reis. Ensinar a arte divinatória a algum estudioso-candidato não oficial era passível de punição. Um sacerdote conhecido como bārû (termo que aparece pelo menos desde o III milênio a.C.) era especialmente treinado para interpretar os "sinais" do fígado, o que fazia parte de um ramo maior de estudo dos órgãos, o extispício, chamado bārûtu, "a arte do vidente". Ela foi reunida em séries de mesmo nome (Bārûtu) nos registros do período babilônico tardio: tabuletas canônicas serviam de compêndio interpretativo, e um conjunto delas do I milênio a.C. formava 10 capítulos em cerca de 100 tabuletas. O fígado era dividido em seções, um texto de Uruque no período babilônico tardio indicava as correspondências delas a um deus, um mês, uma estrela (constelação/planeta), junto a um comentário. Os babilônios eram famosos pela hepatoscopia. Esta prática é mencionada no livro de Ezequiel 21:21:
Pois o rei de Babilônia permanece na divisão do caminho, no início dos dois caminhos, para usar da adivinhação; ele balança as flechas cá e lá, consulta os terafins, olha no fígado.
Um modelo de argila babilônico de fígado de ovelha, datado entre 2050 e 1750 a.C., está conservado no Museu Britânico, e nele são demarcadas seções quadradas e buracos, com textos cuneiformes ao lado da malha indicando significados. Estacas de madeira eram colocadas nos buracos para registrar características do animal sacrificado, e era utilizado para prever o curso da doença de um paciente.

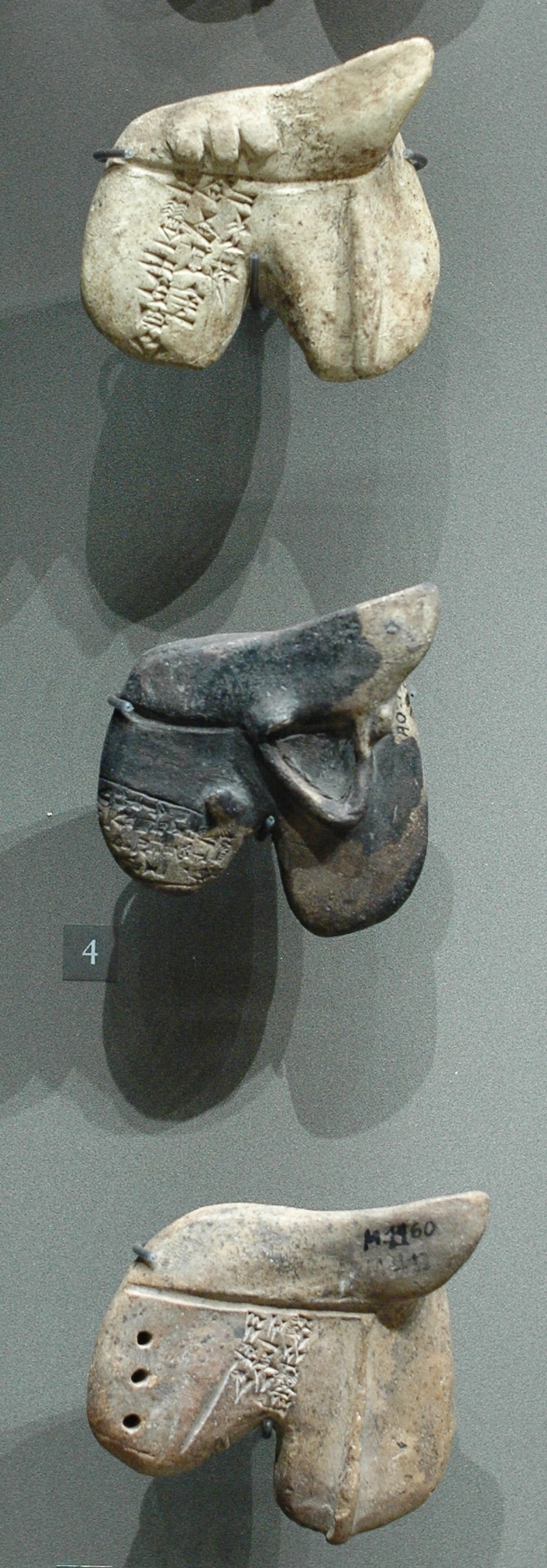
Modelos de fígado de argila de língua acadiana escritos em um dialeto local, recuperados do palácio de Mari, datados do século XIX ou XVIII a.C.

Assurbanípal gaba de sua sabedoria em uma inscrição famosa na qual, entre outras façanhas, afirma: "Sou capaz de discutir a série 'Se o fígado é a imagem reflexa do céu' com os mais competentes especialistas", e o harúspice-chefe de seu reinado afirmou que os deuses ensinaram ao rei o extispício, "o segredo do Céu e Terra".
A tradição assírio-babilônica também foi adotada na religião hitita. Pelo menos 36 modelos de fígado foram escavados em Hatusa. Destes, a maioria está inscrita em acadiano, mas alguns exemplos também têm inscrições na língua hitita nativa, indicando a adoção do haruspício como parte do culto vernáculo nativo.

## Antiga Itália

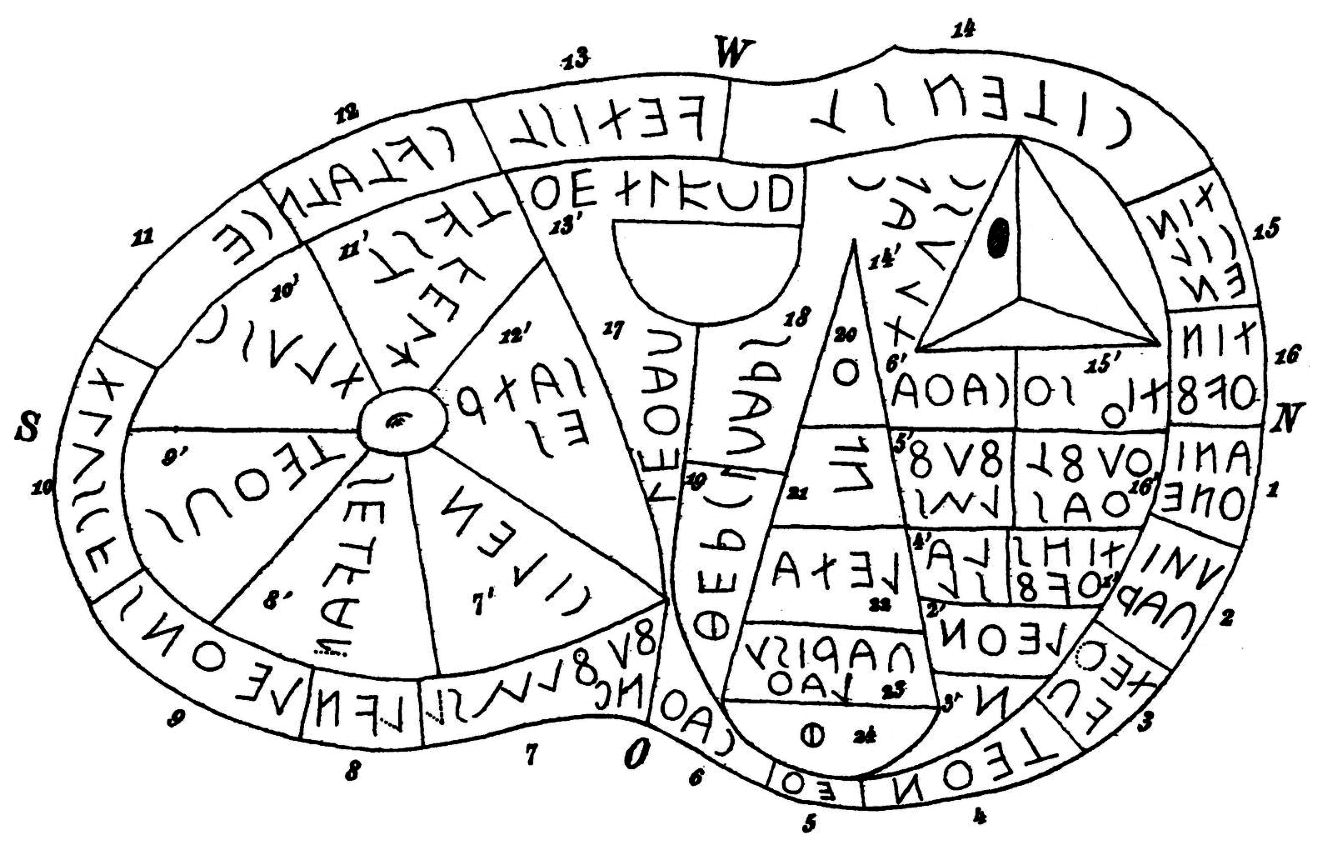
Diagrama do fígado de bronze de Piacenza

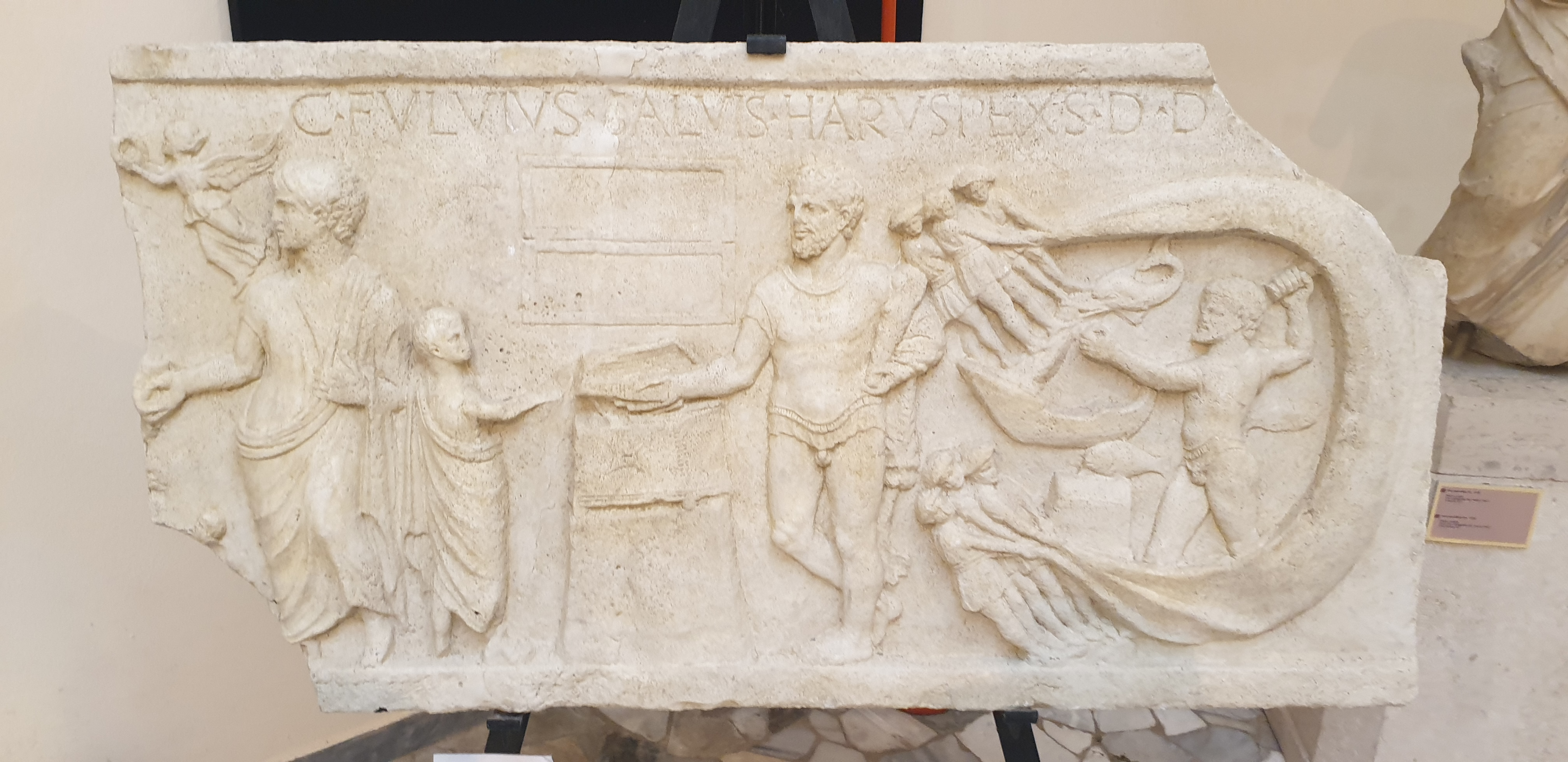
Relevo retratando um harúspice do Templo Romano de Hércules

O haruspício romano era uma forma de comunicação com os deuses. Em vez de prever estritamente eventos futuros, esta forma de adivinhação romana permitia aos humanos discernir as atitudes dos deuses e reagir de uma forma que mantivesse a harmonia entre os mundos humano e divino (pax deorum). Antes de realizar ações importantes, especialmente na batalha, os romanos realizavam sacrifícios de animais para descobrir a vontade dos deuses de acordo com as informações obtidas através da leitura das entranhas dos animais. As entranhas (principalmente o fígado, mas também os pulmões e o coração) continham um grande número de sinais que indicavam a aprovação ou desaprovação divina. Esses sinais poderiam ser interpretados de acordo com a aparência dos órgãos, por exemplo, se o fígado estava "liso, brilhante e cheio" ou "áspero e encolhido".
O haruspício na Antiga Itália originou-se com os etruscos. A evidência textual da adivinhação etrusca vem de uma inscrição etrusca: o epitáfio do sacerdote Laris Pulenas (250–200 a.C.) menciona um livro que ele escreveu sobre o haruspício. Uma coleção de textos sagrados chamada Etrusca disciplina, escrita em etrusco, eram essencialmente guias sobre diferentes formas de adivinhação, incluindo haruspício e augúrio. Além disso, vários artefatos arqueológicos retratam o haruspício etrusco. Inclui-se um espelho de bronze com a imagem de um harúspice vestido com roupas de sacerdote etrusco, segurando um fígado enquanto uma multidão se reúne perto dele. Outro artefato significativo relacionado à prática é o Fígado de Piacenza. Este modelo de bronze de fígado de ovelha foi encontrado acidentalmente por um fazendeiro em 1877. Nomes de deuses estão gravados na superfície e organizados em diferentes seções. Artefatos representando haruspícios existem também no antigo mundo romano, como esculturas em relevo em pedra localizadas no Fórum de Trajano.
Há estudiosos, tal como Burkert, que aceitam a influência mesopotâmica sobre o haruspício itálico, o que é fundamentado pela forte similaridade entre os modelos de fígado etruscos e os babilônicos; há também defesa da existência de uma linha de transmissão direta da prática dos hititas aos etruscos.

## Grécia Antiga
Na Grécia Antiga, porém, ao contrário do que propunha Burkert, os modelos gregos possuem mais diferenças do que similaridades com os mesopotâmicos, apesar das aparentes coincidências entre termos. Teriam ocorrido mudanças através das transmissões indiretas, como a partir da Anatólia, e o haruspício grego se formou como um sistema independente. É ainda dele característico a correspondência das partes do fígado com o corpo humano, como um sistema de microcosmo que não existia entre os babilônicos.